# المجلة الدولية للدراسات الشرقية والمتوسطية
السامية والكلاسيكية أو المجلة الدولية للدراسات الشرقية والمتوسطية (باللاتينية: Semitica et Classica): هي مجلة علمية سنوية للمقالات المتعلقة بتاريخ وحضارات العالم القديم (خصوصاً الشرق الأدنى والبحر المتوسط).المجلة بدأت صدورها في عام 2009 من قبل دار بريبولز للنشر في بلجيكا، وتصدُر بمعدل عدد سنوي واحد منذ ذلك الحين. حاليًا تصنف المجلة Q2، وفقًا لتصنيفات قاعدة بيانات سكوبس. وبذلك تعتبر ذات جودة عالية وتأثير قوي في المجتمع البحثي، وغالبًا ما تحصل على عدد كبير من الاقتباسات في الأبحاث الأخرى.
تنشر المجلة مواضيع محكمة تختص بعلم الآثار، والتاريخ القديم، وعلم اللغات (الساميات) والآداب الكلاسيكية (اليونانية واللاتينية)، والدراسات الدينية، وفقه اللغة، والنقوش، والفلسفة، والتاريخ الثقافي. تنشر المقالات بلغات: الفرنسية، الإنجليزية، الإيطالية، والألمانية؛ تتوفر الملخصات غالبًا بالفرنسية والإنجليزية.

## النطاق
في السنوات الأخيرة منذ أول عدد يناير 2009، برزت المجلة (باللاتينية: Semitica et Classica أو بالإنجليزية: International Journal of Oriental and Mediterranean Studies)، كإحدى أبرز آفاق البحث الأثري في العالم القديم. يُعدّ علم الآثار والنقوش وعلم اللغة والتاريخ الديني والآداب الكلاسيكية منتدىً لنشر الدراسات في المجلة. تُنشر مقالات ورسائل قصيرة باللغات الإنجليزية والفرنسية والألمانية، وقد تتناول مواضيع تتراوح من عصور ما قبل التاريخ إلى العصر الإسلامي.

## الموضوعات المغطاة
- التفاعلات بين العالمين الشرقي والكلاسيكي (منطقة البحر المتوسط) من الألف الثاني ق.م إلى أوائل الإسلام.
- تغطي الجغرافيا التاريخية من البحر الأبيض المتوسط الغربي إلى الشرق الأوسط، بما في ذلك أوروبا وأفريقيا وآسيا وشبه الجزيرة العربية.

## التصنيف
نظرًا لتخصصها العالي والدقيق، قد يكون تأثيرها مقتصرًا على مجتمع أكاديمي محدد (باحثون في الدراسات السامية والكلاسيكية) مقارنة بالمجلات ذات النطاق الأوسع والشعبي. لكن ضمن هذا المجال، تعتبر مرجعًا رئيسيًا. وعلى الرغم من حداثتها النسبية إلا أنها تصنف حالياً Q2، وفقًا لتصنيفات قاعدة بيانات سكوبس.